# Dicranota indica
Dicranota (Rhaphidolabis) indica là một loài ruồi trong họ Pediciidae. Chúng phân bố ở vùng Indomalaya.